# Josef Berg (Verleger)
Josef Berg (* 25. Juni 1903; † 22. Dezember 1967) war ein deutscher Buchhändler, Verleger und Kulturfunktionär.

## Leben
Der Buchhändler Josef Berg wurde 1922 Angestellter des Franz-Eher-Verlages und enger Mitarbeiter von Max Amann, der 1922 die Leitung dieses Zentralverlages der NSDAP übernommen hatte. Zum 4. Juli 1925 trat er der NSDAP bei (Mitgliedsnummer 10.831). Später wurde Berg Prokurist des Franz-Eher-Verlages und nach der Machtübernahme durch die Nationalsozialisten wurde er Leiter der Sortimentsbuchhandlung.
In der Zeit des Nationalsozialismus wurde Josef Berg zudem Landesleiter der Reichsschrifttumskammer für den Gau München-Oberbayern.
Hitlers zweites Buch wurde von Josef Berg im Mai 1945 einem amerikanischen Offizier übergeben. Als das Buch 1958 von Gerhard Weinberg in den USA in dorthin verbrachten NS-Archiven wiederentdeckt wurde, bestätigte Josef Berg die Authentizität dem Münchner Institut für Zeitgeschichte.